# Communauté de communes du Pays Glazik
Die Communauté de communes du Pays Glazik ist ein ehemaliger französischer Gemeindeverband mit der Rechtsform einer Communauté de communes im Département Finistère in der Region Bretagne. Der Gemeindeverband wurde am 28. Dezember 1993 gegründet und bestand aus fünf Gemeinden. Der Verwaltungssitz befand sich im Ort Briec.

## Historische Entwicklung
Mit Wirkung vom 1. Januar 2017 fusionierte der Gemeindeverband mit der Quimper Communauté und bildete so die Nachfolgeorganisation Quimper Bretagne Occidentale.

## Ehemalige Mitgliedsgemeinden
1. Briec
2. Edern
3. Landrévarzec
4. Landudal
5. Langolen